# Borgo municipale di Hornsey

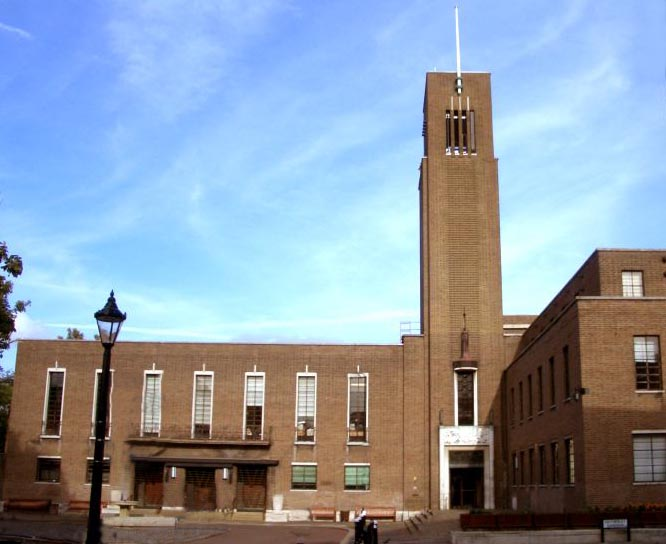
Il vecchio municipio di Hornsey

Il Borgo municipale di Hornsey fu un comune inglese del Middlesex esistito fra il 1867 e il 1965.
L'autorità municipale fu istituita in due fasi fra il 1865 e il 1867 succedendo alla parrocchia di Hornsey, e guadagnò lo status di distretto urbano nel 1894 e di vero e proprio municipio nel 1903. Esteso per 11 km², aveva una popolazione di 72.000 abitanti ad inizio del Novecento e di 98.000 residenti nei primi anni Sessanta. 
Il palazzo municipale fu costruito nel 1933-1935 e rappresenta, almeno per il Regno Unito, un insolito caso di architettura modernista. Attualmente l'edificio versa in disuso, dato che nel 1965 il municipio fu soppresso ed andò a fondersi in Haringey.